# Alexander Christoforowitsch Wostokow

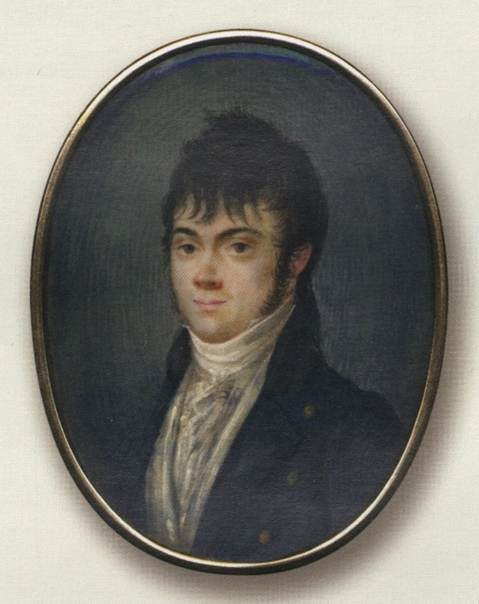
Alexander Ch. Wostokow

Alexander Christoforowitsch Wostokow (russisch Александр Христофорович Востоков, ursprünglich Alexander Osteneck; * 16. Märzjul. / 27. März 1781greg. in Arensburg auf Ösel im Gouvernement Livland; † 8. Februarjul. / 20. Februar 1864greg. in Sankt Petersburg) war ein russischer Philologe deutsch-baltischer Herkunft.
Alexander Wostokow wurde als unehelicher Sohn des Landmarschalls Ludwig von der Osten-Sacken (* 1737; † 1813) aus der adligen Familie von der Osten-Sacken geboren. Er trug ursprünglich den Namen „Osteneck“, den er später zu „Wostokow“ russifizierte (Osten heißt auf Russisch Wostok). 
Er studierte an der Russischen Kunstakademie in Sankt Petersburg. Während seines ganzen Lebens war er als Dichter und Übersetzer tätig. Verdient gemacht hat er sich als Begründer der vergleichenden Sprachwissenschaft im Russischen und als Erforscher des Altkirchenslawischen, insbesondere als Entdecker des Ostromir-Evangeliums, der ältesten ostslawischen Handschrift. Der Name „Swetlana“ wurde von ihm die russische Sprache eingeführt und durch Wassili Shukowskis Ballade bekannt gemacht.
Seit 1827 war er korrespondierendes und seit 1841 ordentliches Mitglied der Akademie der Wissenschaften in Sankt Petersburg.